# Cotonfran
La Compagnie cotonnière équatoriale française, alias Cotonfran est une entreprise cotonnière coloniale affiliée à la Société financière du Congo français. Elle est fondée sous le nom de Les Cotons du Congo, le 29 novembre 1926.

## Origine et création
Elle prend appui technique et financier de la Compagnie Cotonnière Congolaise belge implantée depuis 1920 au Congo belge, dans la vallée l’Ouéllé. La Cotonfran a pour objet de développer la culture du coton dans les colonies françaises du Tchad et de l’Oubangui-Chari, notamment dans les provinces de Fort-Archambaud et de Fort-Sibut. Elle installe des usines d’égrenages à proximité des régions de plantations.

## Filiales et participations
La Cotonfran contrôle diverses filiales et participations :
- Société des oléagineux du Logone-Tchad, SOLT (huilerie de Moundou)
- Société agricole Logone-Tchad, SALT (avec participation de la Cotoubangui, de la Compagnie cotonnière congolaise, de la CFDT (Compagnie française pour le développement des fibres textiles) et de la COMAL (Constructions métalliques au Tchad).
- ICOT (Industrie cotonnière de l’Oubangui et du Tchad), usine textile de Boali, avec la CEGEPAR (Banque de Paris et des Pays-Bas).
- SOTRAF (Société de transit en A.E.F) (Pointe-Noire) filiale commune de quatre compagnies cotonnières dont COTOUNA, COMOUNA (Compagnie commerciale Ouhamé-Nana).

## Nationalisation
Après l’indépendance du Tchad en 1960, la compagnie est dénommée Compagnie cotonnière franco-tchadienne, et l’Etat tchadien détient une participation de 20%. Au terme de la convention décennale, et face au refus d’augmenter le prix d’achat du coton aux producteurs, l’entreprise est nationalisée et ses activités sont reprises par la Société cotonnière du Tchad, Cotontchad créée le 29 octobre 1971.